# Зірка Планка
У теорії петльової квантової гравітації зірка Планка — це гіпотетичний астрономічний об’єкт, теоретично представлений як компактна, екзотична зірка, яка існує всередині горизонту подій чорної діри, що утворюється, коли щільність енергії зірки, що колапсує, досягає щільності енергії Планка. За цих умов, припускаючи, що гравітація та простір-час квантовані, «сила» відштовхування виникає з принципу невизначеності Гейзенберга. Накопичення маси-енергії всередині зірки Планка не може опуститися нижче за цю межу, оскільки це порушує принцип невизначеності для самого простору-часу.
Ключовою особливістю цього теоретичного об’єкта є те, що це відштовхування виникає через щільність енергії, а не довжини Планка, і починає діяти набагато раніше, ніж можна очікувати. Ця «сила» відштовхування достатньо потужна, щоб зупинити колапс зірки задовго до того, як утвориться сингулярність і насправді задовго до масштабу Планка для відстані. Оскільки зірка Планка за розрахунками значно більша за масштаб Планка, існує достатньо простору для того, щоб уся інформація, захоплена всередині чорної діри, була закодована в зірці; таким чином можна уникнути парадоксу втрати інформації.
Хоча можна очікувати, що таке відштовхування діятиме дуже швидко, щоб розгорнути назад колапс зірки, виявляється, що релятивістські ефекти надзвичайної гравітації такого об’єкта сповільнюють час для зірки Планка також до екстремальних значень. Якщо дивитися ззовні радіуса Шварцшильда зірки, відскок від зірки Планка триває приблизно чотирнадцять мільярдів років, так що навіть первісні чорні діри лише зараз починають відскакувати з точки зору зовнішнього спостерігача. Крім того, випромінювання Хокінга може бути розраховано таким чином, щоб відповідати часовій шкалі впливу гравітації на час[прояснити],  так, що горизонт подій, який «утворює» чорну діру, випаровується під час відскоку.
Карло Ровеллі та Франческа Відотто, які вперше запропонували існування зірок Планка, у 2014 році висунули теорію про те, що зірки Планка утворюються всередині чорних дір як рішення для брандмауера чорної діри та інформаційного парадоксу чорної діри. Засвідчення випромінювання від чорних дір, що відскакують, може підтвердити теорію петлевої квантової гравітації. Недавнє дослідження демонструє, що зірки Планка можуть існувати всередині чорних дір як частина циклу між чорними та білими дірами.[прояснити] 
Дещо схожим об’єктом, існування якого припускається у рамках теорії струн, є пухнастий м’яч, який так само усуває сингулярність у чорній дірі та пояснює спосіб збереження квантової інформації, яка потрапляє в горизонт подій чорної діри.

## Дивись також
- Список найближчих чорних дір
- Надмасивна чорна діра
- Чорна діра середньої маси
- Зоряна чорна діра
- Мікро чорна діра